# Iryna Somawa
Iryna Somawa (belarussisch Ірына Сомава; * 2. Januar 1990) ist eine belarussische Mittel- und Langstreckenläuferin.

## Sportliche Laufbahn
Somawa konnte sich bei den Belarussischen Meisterschaften 2016 in Hrodna im 10.000-Meter-Lauf mit 34:02,41 min den Titelgewinn sichern.